# Tortuga
L'isola della Tortuga (île de la Tortue in francese, zile Latòti in creolo haitiano), o più semplicemente La Tortuga o Tortuga (dallo spagnolo isla de la Tortuga; lett.: "isola della tartaruga"), è situata a nord dell'isola di Hispaniola e separata da questa dal canale della Tortuga (canal de la Tortue). Lunga 37 km e larga 7 km, copre un'area di circa 180 km², il suo territorio è prevalentemente montagnoso e roccioso. La popolazione è passata dai 22.000 abitanti del 1982 ai 30.000 rilevati dal censimento del 2004, per una densità di 160 ab./km².
Coincide amministrativamente con il comune haitiano di Tortuga (La Tortue in francese, Latòti in creolo haitiano), facente parte dell'arrondissement di Port-de-Paix, nel dipartimento del Nord-Ovest.

## Storia
Patria degli indigeni haitiani, fu una delle prime isole scoperte da Cristoforo Colombo, che il 6 dicembre 1492, per la sua somiglianza ad una tartaruga, la battezzò isla de la Tortuga.
Inizialmente, dunque, colonizzata dagli spagnoli, fu a partire dal 1629 l'approdo di molti coloni inglesi e francesi, provenienti in larga parte da Saint-Christophe (i puritani inglesi soprannominarono l'isola Association Island), ma quattro anni più tardi gli spagnoli provenienti da Hispaniola (all'epoca Española), al comando di Don Fabrique de Toledo, attaccarono i nuovi arrivati.
Nel 1633 furono importati i primi schiavi dall'Africa per le piantagioni locali: lo sfruttamento della manodopera servile non diede i risultati previsti, per cui dopo pochi anni cessarono le deportazioni.
Nel 1635 e nel 1638, spedizioni militari spagnole sconfissero francesi ed inglesi, ma non si stabilirono in modo permanente sull'isola, permettendo a pirati e coloni di farvi presto ritorno. I coloni ampliarono le fortificazioni spagnole e nel 1640 costruirono Fort de Rocher, affacciato sull'unico porto naturale. Da quel momento in poi l'Isola della Tortuga fu divisa tra coloni inglesi e francesi, che permisero ai filibustieri di usare l'isola come base principale delle loro operazioni.
Dal 1640 i bucanieri della Tortuga divennero noti come i Fratelli della Costa. La popolazione pirata era composta per la maggior parte da francesi e inglesi, con un piccolo numero di olandesi. Nel 1645 il governatore francese, nel tentativo di normalizzare e controllare la situazione, fece arrivare sull'isola ben 1.650 prostitute.
Nel 1635, gli spagnoli fecero un altro tentativo di attaccare l'isola, sbarcando nella zona di Basse Terra, ma vennero cacciati in mare dal filibustiere Henri de Fontenay. L'isola divenne definitivamente francese nel 1659.
Dal 1670, quando l'epoca dei bucanieri era ormai in declino, la maggior parte dei pirati si concentrarono sull'attività di taglio e commercio di legna dell'isola. Nello stesso periodo, il corsaro inglese Henry Morgan cercò di organizzare i pirati dell'isola, invitandoli ad un'assemblea tenutasi il 24 ottobre 1670 a Tortuga, dove fu deciso l'assalto a Panama.
Furono poi ingaggiati dai francesi che li utilizzarono per avere un maggior controllo sulla regione caraibica, ma nei fatti non vi fu mai un vero controllo sui pirati e la Tortuga rimase un covo ideale dei bucanieri.
Nel 1680 una legge del parlamento francese stabilì il divieto di navigare sotto bandiere straniere, il che costituì un duro colpo per i pirati dei Caraibi. Gli accordi di Ratisbona del 1684, firmati dalle potenze europee, tentarono di arrestare questa forma di pirateria.
Nel 1697, guidati dal governatore francese Jean-Baptiste Du Casse, un migliaio di filibustieri e bucanieri provenienti dalla Tortuga e dalla vicina Saint-Domingue parteciparono alla presa di Cartagena, a tutt'oggi considerato il saccheggio più fruttuoso della storia della marina francese.
Lo stesso anno, gli spagnoli riconobbero definitivamente l'isola ai francesi, assieme ad Haiti, mantenendo però il controllo della parte orientale, che diventerà solo molto più tardi la repubblica Dominicana.
A partire dagli anni novanta del XVII secolo l'isola si spopolò. Si riprese, in parte, verso il primo quarto del Settecento, con la costituzione di alcune piantagioni di canna da zucchero.
La pace di Utrecht del 1713, vide la coalizione delle potenze europee contro la pirateria, portando, di fatto, alla fine dell'epoca dei filibustieri nei Caraibi.
Durante la guerra di indipendenza di Haiti fu l'ultima roccaforte dell'esercito francese.

## Cultura
In Italia, l'isola della Tortuga è divenuta nota principalmente grazie ai romanzi di Emilio Salgari, incentrati sulla figura leggendaria del Corsaro Nero, da cui sono stati tratti numerosi film, tra cui il film omonimo del 1976.
In tempi più recenti, è stata una delle location dell'omonimo romanzo di Valerio Evangelisti e della saga cinematografica di Pirati dei Caraibi.

### Annotazioni
1. ↑  Il diario di bordo di Cristoforo Colombo è disponibile in lingua originale su Wikisource.

### Fonti
1. ↑  (FR) Population totale, population de 18 ans et plus menages et densites estimes en 2009 (PDF), su ihsi.ht, IHSI. URL consultato l'8 marzo 2012.
2. ↑   Patricia Schutt-Ainé, Staff of Librairie Au Service de la Culture, Haiti: A Basic Reference Book, Miami, Florida, Librairie Au Service de la Culture, 1994,  p. 20, ISBN 0-9638599-0-0.
3. ↑   Cristóbal Colón en La Española, su Amautacuna de Historia, 24 ottobre 2010. URL consultato il 30 settembre 2016.
4. ↑   Francesco Valori, Storia della pirateria, 2ª ed., La Scuola Editrice, 1968,  p. 134.
5. ↑  (EN) Peter R. Galvin, Patterns of Pillage: A Geography of Caribbean-based Piracy in Spanish America, 1536-1718, Peter Lang, 1999,  p. 114, ISBN 0-8204-3771-9.
6. 1 2  (EN) David MacPherson, Adam Anderson, Annals of Commerce, Manufactures, Fisheries, and Navigation, with Brief Notices of the Arts and Sciences Connected with Them, Nichols and son, 1805,  p. 634. URL consultato il 28 settembre 2015.
7. 1 2  (EN) John Fitzhugh Millar, The Buildings of Peter Harrison: Cataloguing the Work of the First Global Architect, 1716-1775, McFarland, 2014,  p. 180, ISBN 978-1-4766-1574-5.
8. ↑   Anna Spinelli, Tra l'inferno e il mare: breve storia economica e sociale della pirateria, Fernandel, 2003,  p. 144, ISBN 88-87433-39-9.
9. 1 2  F. Valori, p. 135.
10. 1 2   Gabriele Parenti, Luigi XV e lo scenario europeo nel XVIII secolo, Lampi di stampa, 2014,  pp. 137-138, ISBN 978-88-488-1728-8.
11. ↑  (EN) George Choundas, The Pirate Primer: Mastering the Language of Swashbucklers and Rogue, Popular Woodworking Books, 2010,  p. 395, ISBN 978-1-59963-196-7.
12. ↑  A. Spinelli, p. 150.
13. ↑  (EN) Tim Travers, Pirates: A History, The History Press, 2012,  pp. 78-80, ISBN 0-7524-8827-9.